# Прохоров, Валерий Викторович
Валерий Викторович Прохоров (10 августа 1941, Слободской, Кировская область — 27 марта 2008, Москва) — советский и российский актёр театра и кино, Народный артист России (2002).

## Биография
Родился 10 августа 1941 года в городе Слободской Кировской области.
В 1967 году окончил ЛГИТМиК (курс Владислава Андрушкевича и Розы Сироты).
С 1967 по 1970 гг. — актёр Псковского драматического театра. С 1970 по 1988 гг. — актёр театров Брянска и Камчатки. С 1988 года — актёр Московского театра «Около дома Станиславского».
Скончался на 67-м году жизни 27 марта 2008 года в Москве. Причиной смерти стало онкологическое заболевание. Похоронен в Брянске, на Центральном кладбище,

## Творчество

### Роли в театре
- 1968 — Десять суток за любовь — Харитонов[5]

### Фильмография
- 1968 — Орлята Чапая — Дергачёв, чапаевец
- 1981 — Шофёр на один рейс
- 1989 — Не сошлись характерами
- 1989 — Смиренное кладби́ще
- 1990 — Рой — Гриша Сиротин по прозвищу Барма
- 1990 — Сфинкс
- 1991 — Чужая сторона — Иван Чашкин
- 1992 — Сам я — вятский уроженец — Афоня
- 1993 — Лихая парочка — Вепрев
- 1993 — Аномалия — Шкалик Грант
- 2000 — Зависть богов
- 2000 — Остановка по требованию
- 2000 — Портрет мадонны
- 2001 — Сказ про Федота-стрельца — пастух
- 2002 — Башмачник — Горохов-старший
- 2002 — Вход через окно — отец Зункова
- 2002 — Любовник — кондуктор
- 2002 — Тайная сила
- 2003 — Вечерний звон
- 2005 — Гибель Империи, 2-я серия: «Чёрный голубь» — мастеровой Лобов
- 2005 — 2007 — Солдаты — Фёдор Кузьмич, дед Кузьмы Соколова (3-, 5-, 12-й сезоны)
- 2005 — Туристы — отец Алексея
- 2005 — Шекспиру и не снилось… (документальный, серия «Воображаемый Лобачевский») — Бойаи-отец
- 2006 — Дедушка моей мечты — Фёдор Петрович Шевченко
- 2006 — Ты — это я
- 2007 — 1612: Хроники Смутного времени — дьяк
- 2007 — Диверсант. Конец войны — Тирщик
- 2007 — Луна — Одесса — отец Бориса
- 2007 — Тупой жирный заяц — дядя Гриша
- 2008 — Колдовская любовь — Пушкин
- 2007—2008 — На спине у чёрного кота — дед Саня
- 2008 — Неидеальная женщина — хозяин квартиры Любани